# Mazapil
Mazapil è una municipalità dello stato di Zacatecas, nel Messico centrale, il cui capoluogo è la località omonima.
Conta 17.813 abitanti (2010) e ha una estensione di 12.138,60 km².
Il nome della località in lingua nahuatl significa piccolo cervo.